# Aigua potable en els vaixells

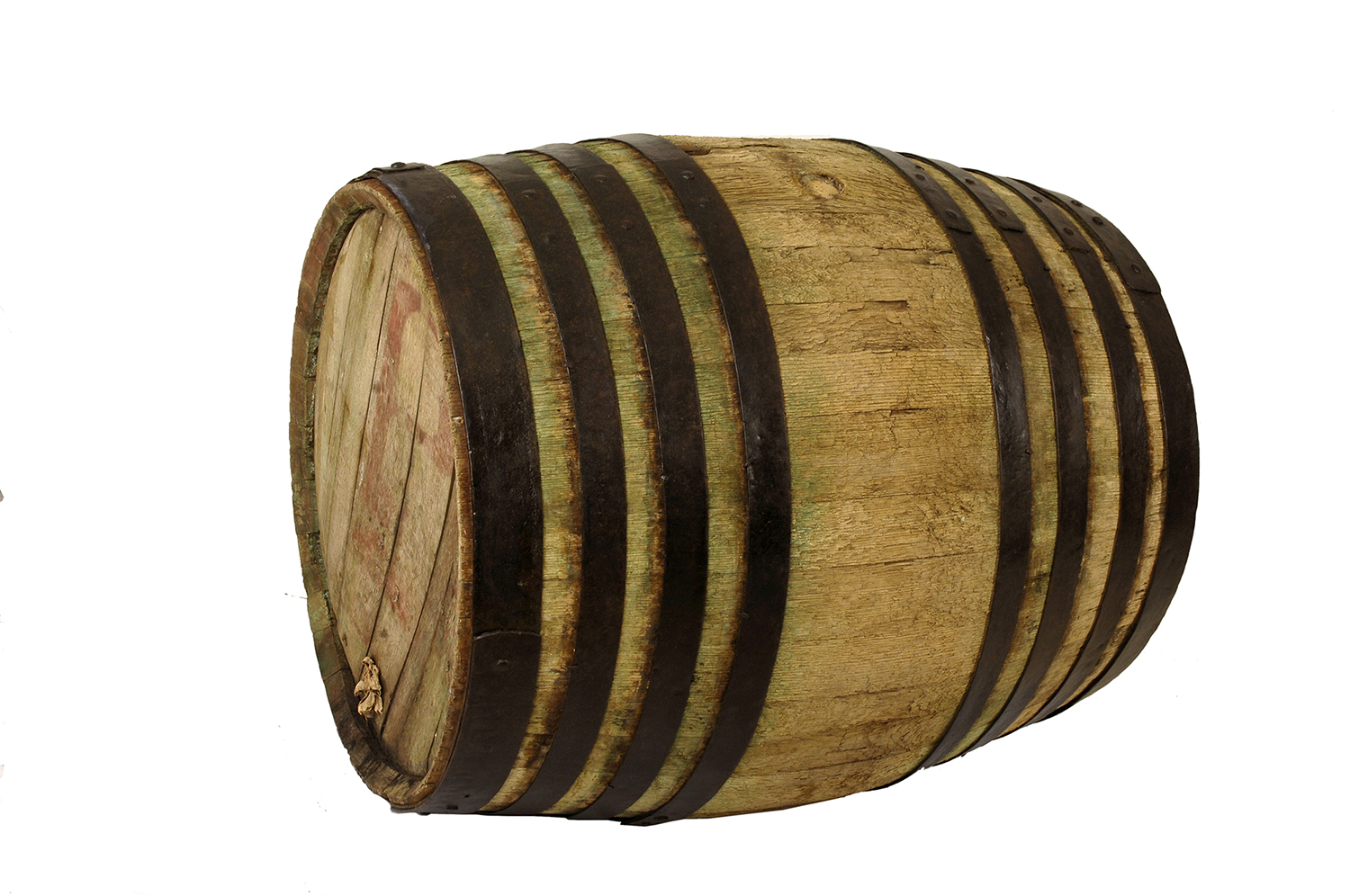
Bóta valenciana de roure amb cèrcols de ferro.

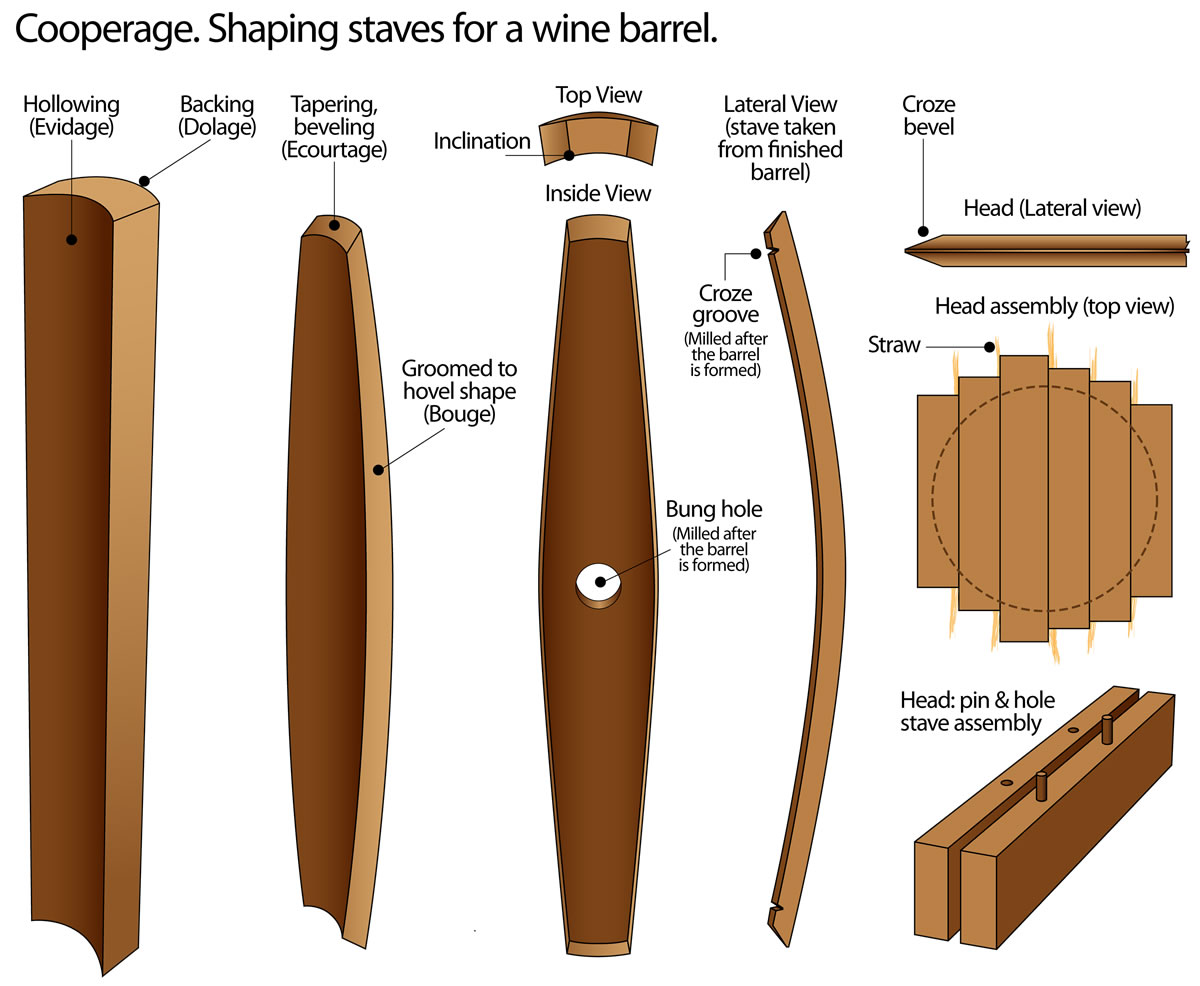
Gràfic que resumeix la construcció de les dogues i les tapes d'una bóta.

Les navegacions marítimes llargues fan que sigui imprescindible el transport d'aigua potable a bord d'un vaixell. Depenent de les circumstàncies ambientals i de la qualitat dels aliment sòlids ingerits, una persona necessita una certa quantitat diària d'aigua per a mantenir un nivell de salud òptim. Si es beu menys es produeix la deshidratació del cos en un grau més o menys perjudicial. Una persona pot resistir uns tres dies sense beure abans de morir de set (per deshidratació).
El transport de l'aigua potable necessària es pot reduir a dues menes de recipients: els recipients mòbils i els dipòsits integrats en el vaixell.
Dos altres sistemes foren emprats tradicionalment per a complementar la quantitat d'aigua potable disponible: la recollida d'aigua de pluja i la destil·lació d'aigua de mar en un alambí.
Modernament, des de fa algunes dècades, hi ha els sistemes de potabilització per osmosi inversa.

## Qualitat de l'aigua
Durant segles la qualitat de l'aigua a bord d'una nau destinada a travesses llargues fou molt deficient. Encara que el vaixell salpés (d'un port) carregat amb aigua potable pura i cristalina, al cap de poc temps (potser vuit dies) l'aigua es començava corrompre en alguns dels recipients. La manca d'higiene tampoc no ajudava a mantenir la salubritat de l'aigua.
El problema no es va solucionar fins que no s'empraren recipients adequats (per exemple les bótes encalcinades interiorment; cap al 1772, vegeu més avall).
Més tard, les marines de guerra i mercant disposaren de diversos antisèptics.

## Quantitat necessària
Deixant de banda, de moment, les necessitats diàries reals d'aigua d'una persona a bord d'un vaixell (que se sap com calcular-les en funció de les condicions), el que es pot analitzar són les quantitats indicades en alguns documents històrics (des de les trieres gregues, fins a les marines de guerra europees del segle xix).
Resumint molt aquestes quantitats són les següents:
- Els remers d'una trirrem grega o romana portaven aigua en un bot de pell (odre) individual. Uns 20 litres per a tres dies.(The Mariner's Mirror, Volum 84, pàgina 136: “...Each rower had to take aboard an individual supply of some 20 litres of water for the three days, which seems an acceptable minimum quantity...It follows that each member of the crew must have had his own water-skin, which he filled before coming aboard...”).
- Època dels descobriments. Alguns calculaven uns 2 litres per persona i dia. Sense comptar amb altres begudes com vi, cervesa i vinagre (que també contenen aigua).[3]
- Altres autors consideren que la ració diària era d'un litre i mig per persona (1,5 litres = 3 “cuartillos”).[4]
  - 1 cuartillo = 0,512 litres ; aproximadament igual a 2 petricons

## Transport en recipients mòbils

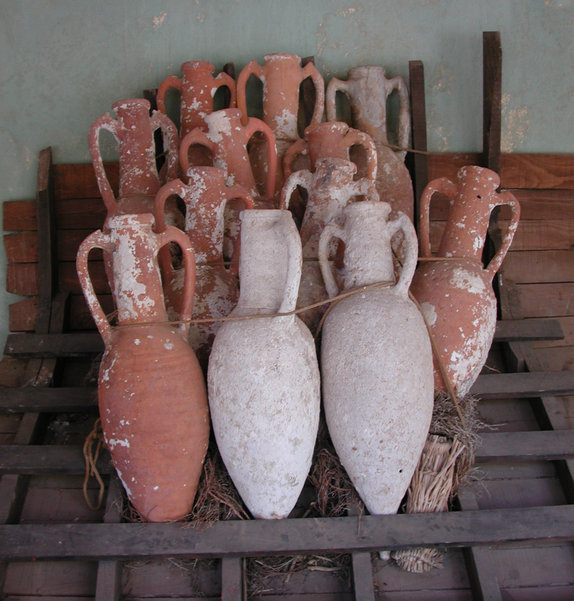
Àmfores exhibides al castell de Bodrum, Turquia.

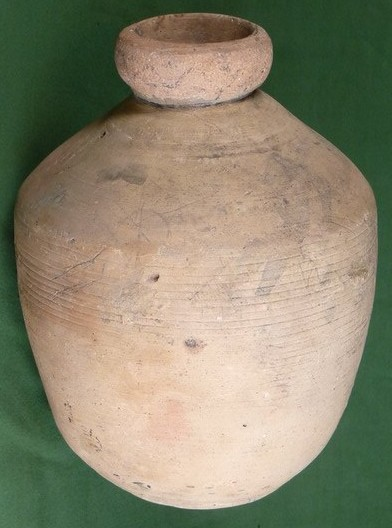
”Botija perulera” del s.XVII.

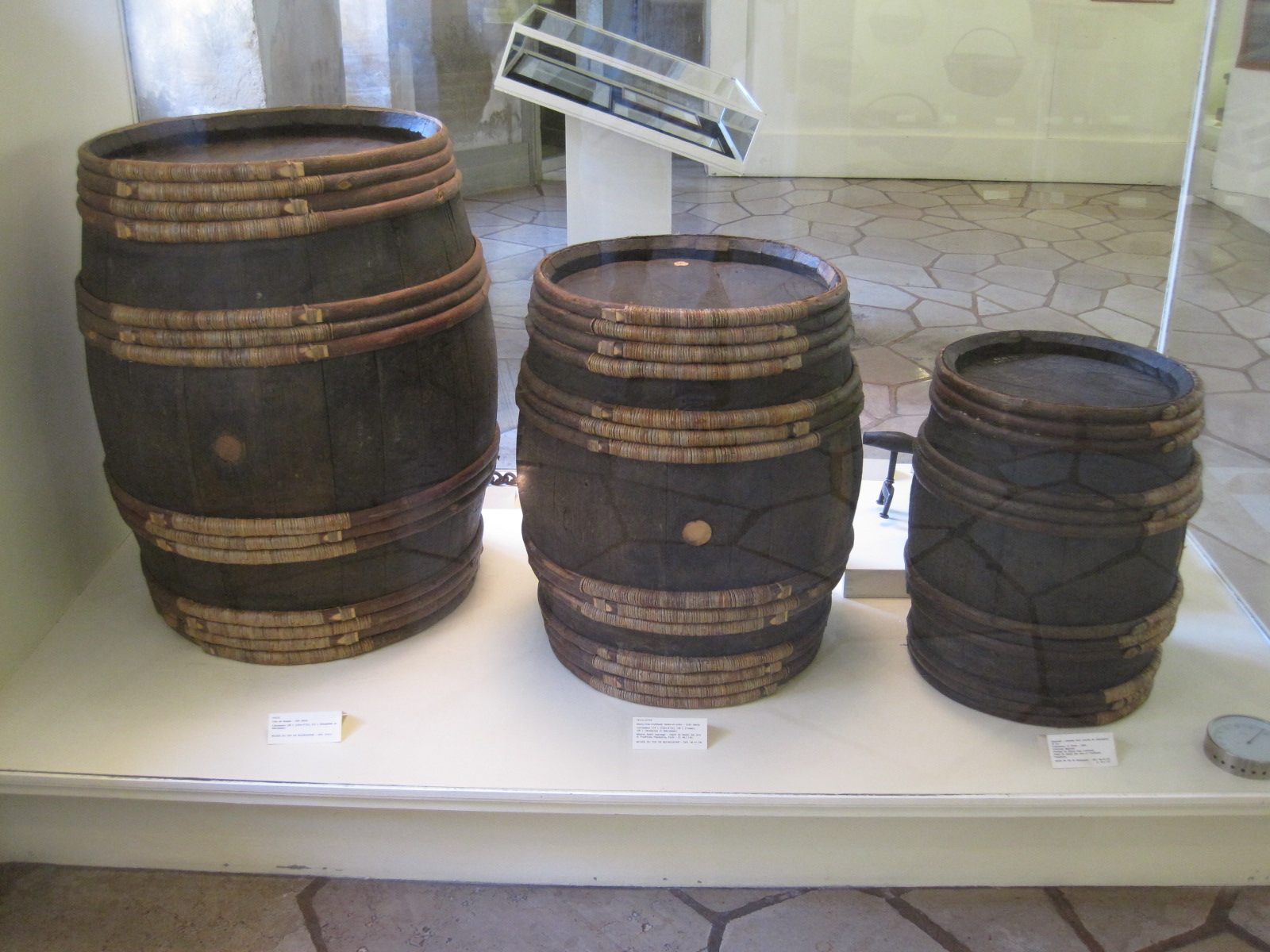
Tres bótes franceses amb cèrcols de fusta. De 228, 114 i 57 litres, respectivament

.

### Odres
Una de les maneres més antigues de transportar líquids foren els bots de pell d'ovella empeguntada. En les zones urbanes s'usaven per a contenir vi, oli o vinagre. Però en casos de condicions extremades (en els deserts i en la mar) s'empraven per a guardar l'aigua imprescindible. Ja els vaixells fenicis i grecs, i després molts altres, es beneficiaren d'aquest sistema.
- Un estudi sobre els antics vaixells de rem indica la xifra de 20 litres d'aigua per a tres dies. Aquesta aigua la portava cada remer en un odre per al seu consum personal, i l'havia d'omplir abans de salpar.[6]

### Recipients deterrissa

#### En èpoques antigues
L'ús d'àmfores per a transportar líquids i àrids en els vaixells antics està ben documentat. Les nombroses troballes arqueològiques han permès un estudi sistemàtic que fa possible classificar el punt de fabricació i l'època aproximada d'una àmfora determinada. És molt probable que part de l'aigua potable carregada en un vaixell mercant antic ho fos en ànfores. Aparentment però, no està documentat explícitament.

#### En la "Carrera de Indias"
Si més no oficialment, les naus de la Carrera de Yndias portaven una tercera part de l'aigua potable en “botijas”. Les “botijas” o “botijas peruleras” eren una mena de cantirs de forma quasi esfèrica sense anses. Algunes anaven “enseradas”, fet que alguns interpreten com a que anaven dins d'un "serón" d'espart amb anses (que facilitava el transport i protegia una mica contra els xocs).

### Bótes de fusta
La cita més antiga de les bótes de fusta la va proporcionar Plini el Vell: “De vasis vinariis: de cellis. XXVII. ...Circa Alpes ligneis vasis condunt, circulisque cingunt,...”
Un dels sistemes més usats durant segles per a transportar l'aigua potable d'un vaixell estava basat en les bótes de fusta, anomenat en conjunt el botam. En cada país i en cada època hi havia variants del sistema però hi ha unes línies generals que són comunes i poden resumir-se de la manera següent:
- El botam estava format per bótes grosses, bótes mitjanes i botes petites.
  - Les bótes grosses (“toneles” o “toneles machos” en castellà) equivalien a dus botes mitjanes (“pipas”). Els conceptes moderns de “tonelada” es basen en el “tonel macho”. Una tonelada de volum és el que ocupava un “tonel”.[9]
  - Les bótes mitjanes (“pipas” en castellà) carregaven 30 “arrobas”. Una "arroba" de Castella són 10,5 kg.
  - Les botes petites eren imprescindibles quan calia fer aiguada en una costa difícil. Calia que fossin de dimensions relativament reduïdes i que, plenes d'aigua, poguessin ser transportades per un sol home. D'aquesta manera es podien carregar, amb certa facilitat, en les barques de rem o bots auxiliars de la nau principal.
- També cal considerar, formant part del conjunt d'estris necessaris relacionats amb l'aigua, la necessitat de diversos embuts i recipients que permetien el transvasament: petites mànegues de cuir, galledes, cullerots i similars.

#### Materials de les botes de fusta
Una bóta està formada per les peces següents:
- un conjunt de dogues (peces corbades que formen el cos del recipient)
- una tapa superior i una tapa inferior (que són iguals i simètriques) encaixades en unes ranures (galzes) tallades a les dogues per la parte interior (un cop muntades les dogues).
- un conjunt de cèrcols
- un tap

Les dogues són de roure o de castanyer. Les tapes són de la mateixa fusta que les dogues. Acostumen a anar embogades (entre llistó i llistó, hom hi posa una tira de boga seca, per a assegurar l'estanquitat). Els cèrcols tradicionals eren de castanyer o avellaner. Durant segles també se’n fabricaren de ferro (amb el problema de la corrosió en ambient marí). Per a les botes de vi hi havia cèrcols d'acer galvanitzat i, més modernament, d'acer inoxidable.

#### Procés de construcció
Vegeu el video de referència.

#### Bótes encalcinades
- L'any 1772 el capità de vaixells mercants Jean Fret, seguint els consells d'un boter de Marsella, va fer encalcinar una bóta per fer la prova. El sistema era senzill: omplir la bota amb aigua dolça, tirar-hi dos grapats de calç viva i deixar-la reposar una setmana. Passat el temps indicat, vessar el líquid de la bóta, esbandir-la bé i omplir-la d'aigua potable.

Amb aquest sistema l'aigua de la bóta es va mantenir en perfecte estat els sis mesos que va durar el viatge. La capa de calç de l'interior de la bóta preserva de la corrupció de l'aigua.
- L'any 1776 M. Maillard de Mesle, intendent del port de l'Ile de France, va observar la pràctica del capità Jean Fret i va divulgar el procediment en una carta del 1778.[12][13]

#### Càlcul de la capacitat d'una bóta
La capacitat d'una bóta es pot mesurar fàcilment de forma empírica. Cal tenir en compte però, que hi ha diverses fórmules que permeten calcular el volum intern de forma teòrica.

- El 1615 Johannes Kepler va escriure un petit tractat sobre el càlcul del volum de les bótes: “Nova stereometria doliorum vinariorum...”.[15]

## Tancs d'aigua potable integrats en el vaixell
- Vaixells romans.[16][17][18]
- 1405. Els vaixells de les exploracions de Zheng He portaven l'aigua en tancs especials. Probablement integrats en els bucs de les naus (juncs).[19]
- 1487. Vasco da Gama.[20]
- 1500. L'explorador portuguès Pedro Álvares Cabral va descobrir i adoptar els sistema de tancs per a aigua de forma prismàtica. tal com els usaven els "mouros".[21]
- 1532. Carta de Pedro de Alvarado “noticiando al Emperador que ha llevado de España carpinteros, calafates y maestros, y en poco tiempo ha fabricado en la mar del Sur un galeón, San Cristóbal, una nao, Santa Clara, otra nao, la Buenaventura; otra en el golfo de Chiva, una carabela, un patax i otras dos carabelas más medianas. Lo único que le han faltado han sido toneleros para el botámen, pero para suplirlo, ha hecho unas vasijas que llaman tanques y hacen á seis y á cuatro botas de agua, resultando tan singular vasija y tan buena, que la tienen por mejor que los toneles de España”.[22][23]

### Tancs d'aigua moderns
Sobre els tancs d'aigua "moderns" (des del segle xix fins a l'actualitat) hi ha molta bibliografia.
Dels materials emprats es poden esmentar els següents: planxa d'acer galvanitzat i/o pintat i materials plàstics o compostos.

## Recollida d'aigua de pluja
- Alain Gerbault.[24]
- 1992.[25]

## Aiguada
En temps antics i singladures llargues la quantitat d'aigua que podia embarcar un vaixell era limitada i calia tornar a omplir els recipients. De fet era aconsellable renovar l'aigua de reserva sempre que fos possible (renovant l'aigua “vella” eventualment fermentada i pudenta).

### Fer aiguada
L'operació d'omplir d'aigua (totalment o parcialment) els recipients del vaixell es designava tradicionalment amb l'expressió de “fer aiguada” o “prendre aiguada”.

#### Disposició física dels punts d'aiguada
L'aigua potable apta per a ser carregada en un vaixell podia trobar-se en formes diverses: fonts, pous, rius, llacunes, embassaments, cisternes, …
Els derroters clàssisc (abans dels vapors i vaixells de motor) acostumaven a indicar la situació dels punts d'aiguada i la qualitat dels mateixos.

#### Transport
Les galeres clàssiques (gregues i romanes) podien treure’s a platja si era possible i aconsellable. En casos de naus amb un calat important o costa rocallosa, el transport des de terra cap al vaixell receptor calia fer-lo amb barques petites auxiliars (del propi vaixell o de la costa local).

#### Recipients i accessoris
En funció del desplaçament i dimensions de la barca o barques auxiliars (i també del seu disseny) l'aiguada es podia fer amb les mateixes botes (relativament grosses) del vaixell o amb botes més petites o carretells.
L'operació d'omplir les botes de transport podia facilitar-se mitjançant galledes i embuts. O, eventualment, amb sàssoles i mànegues de cuir.

## Destil·lació d'aigua de mar

Esquema d'un alambí.

Obtenir aigua dolça a partir de l'aigua de mar és un sistema teòricament senzill que, en la pràctica presenta moltes dificultats. En l'actualitat i des de fa molts anys hi ha diverses solucions experimentades i satisfactòries que funcionen amb un rendiment molt gran.
En els primers temps no va ser així. El rendiment era baix (entenent per rendiment la quantitat de combustible necessari per a obtenir una certa quantitat d'aigua potable) i, en molts casos, l'aigua obtinguda no era prou bona per a beure.
Una selecció de sistemes documentats és la següent:
- 1539. Blasco de Garay.[31][32][33]
- 1560. "Expedición de Los Gelves".[34]
- 1578. Martin Frobisher. Segons alguns obtingué aigua dolça a partir d'aigua de mar congelada[35]
- 1717. Un metge de Nantes, M. Gauthier, va proposar un alambí que no funcionava bé en alta mar, amb el balanceig de la nau.[36]
- 1763. Poissonier. Condensador de contracorrent.[37][38]
- 1771. Mètode del Dr. Irving, adoptat per la Marina Real Britànica.[39]
- 1771. James Cook, en el seu vaixell HMS Resolution, portava un alambí de coure i va fer algunes proves per a comprovar el consum de carbó envers la producció d'aigua dolça.[40][41]
- 1783. Louis Antoine de Bougainville[42]
- 1817. Louis Claude de Saulces de Freycinet[43][44][45]
- 1821. Publicació dels detalls d'un aparell de destil·lar aiguardent del vi en procés continu, del català Joan Jordana i Elias. Aquest alambí presentava molts avantatges sobre els anteriors i fou adoptat ràpidament a Catalunya.[46]

## Documents
- c.50. Plini el Vell va esmentar dos sistemes per a obtenir aigua potable a partir de la humitat del mar. El primer estava basat en exposar pells d'ovella amb llana a l'aire humit i aprofitar l'aigua condensada.[47] (Vegeu Atrapa-boires).
- 1509. L'estol del cardenal Cisneros equipat per a la presa d'Orà portava l'aigua en 1.600 bótes valencianes, per a la tropa i els cavalls. El cap militar de l'expedició era el comte Pere Navarro[48][49][50]
- 1539. Fray Antonio de Guevara va publicar una obra irònica sobre la vida en una galera.[51]

| «                                                                                          | “ Es privilegio de galera, que nadie al tiempo de comer pida agua clara, delgada, fría, sana, y sabrosa, sino que se contente, y aunque no quiera, con beberla turbia, gruessa, cenagosa, caliente, desabrida; verdad es que à los muy regalados les dà licencia el Capitan, para que al tiempo de beberla con una mano, atapen las narizes, y con la otra lleven el vaso à la boca”. | » |
| — Arte del Marear y de los inventores de ella. Fray Antonio de Guevara .(Valladolid 1539). | |   |

- 1543: Ley XXXXV. Que los Maestres lleven las dos tercias partes de agua en pipas; y la otra en botijas. El Emperador D. Carlos, y el Príncipe Gobernador. Ordenanza 146 de la Casa: “Ordenamos que todos los Dueños, Capitanes de Mar, y Maestres de Navios, carguen por lo menos las dos partes del agua, que fuere necesaria, en pipas bien aderezadas, que no hayan tenido vino, y la otra tercia parte puedan cargar en botijas ; y si el Visitador reconociere, que no se cumple así, no les dé licencia para partir, é incurran en pena de treinta ducados”.[52]
- 1606. En una de les seves expedicions d'exploració Pedro Fernández de Quirós portava un alambí per a destil·lar aigua de mar. El sistema no era pràctic per la gran quantitat de llenya que exigia el seu funcionament.[53]
- 1686. Un memorial parla de l'aigua potable estimada necessària per a una nau de la Carrera d'Índies.
  - Una nau de 550 tones i 250 tripulants havia de carregar 60 “pipas” de 30 “arrobas”. Un total de 1.800 “arrobas” d'aigua, suficient per a tres mesos.[54]
- 1741. Aigua racionada a “un cuartillo por individuo al día”.[55]
- 1769. El paquebot San Carlos va salpar del Puerto de la Paz el 10 de gener de 1769. El capità era Vicens Vila. L'acompanyaven l'enginyer Miquel Constançó i el cirurgià Pere Prat. El guía espiritual era Fra Fernando Padrón. Les tropes embarcades foren el tinent Pere Fages com a comandant de 25 soldats de la Companyia Franca de Voluntaris de Catalunya. Va arribar a la badia de San Diego el 29 d'abril de 1769, en un viatge de 110 dies, ple de dificultats i de vents contraris. Les bótes d'aigua la deixaven escapar i calgué anar a la costa per a tornar-les a omplir.[56][57]
- 1910. Segons una obra del capità Arthur Hamilton Clark, molts clípers transportaven l’aigua potable per a consum de la tripulació en un tanc de ferro que reposava damunt la sobrequilla a popa de l’arbre mestre.

| «                         | The water was in charge of the carpenter, and was usually carried in an iron tank which rested on the keelson abaft the mainmast and came up to the main deck. This tank was in the form of a cylinder, and held from three to four thousand gallons ; some of the larger ships carried their water in two of these tanks. Each morning at sea, water equal to one gallon for every person on board was pumped out of the tank and placed in a scuttle- butt on deck; the carpenter then made a report of the number of gallons remaining in the tank to the chief officer, who entered it in the log-book. | » |
| — The clipper ship era... | |   |